# Grube Mühlenbach (Koblenz)
Die Grube Mühlenbach ist ein ehemaliges Bergwerk in Koblenz, aus dem bis 1960 Blei- und Silbererz gefördert wurde. Sie lag auf dem Mühlenbacher Gangzug.

## Geschichte
Wann genau der Bergbau in der etwa 1 km südlich von Koblenz-Arenberg gelegenen Grube begann, ist nicht bekannt. Als sie am 3. Juni 1842 nach langem Stillstand wieder in Betrieb genommen wurde, fand man in den Stollen Werkzeuge und noch gefüllte Laufkarren, so dass der Betrieb vermutlich während der kriegerischen Ereignisse am Ende des 18. Jahrhunderts plötzlich eingestellt wurde. Die Förderung war wegen der schwierigen Wasserhaltung nur mit großem Aufwand möglich, daher verkaufte die damalige Betreibergesellschaft die Grube Mühlenbach am 12. April 1867 an die Aktiengesellschaft für Bergbau, Blei- und Zinkfabrikation zu Stolberg und in Westfalen, Sitz Aachen (später: Stolberger Zink AG für Bergbau und Hüttenbetrieb) für 9.600 Taler. In den folgenden Jahren wuchs der Betrieb, die Belegschaft bestand 1868 aus 89 Mann und 11 Frauen; sie vergrößerte sich im Laufe der Jahre auf rd. 160 Mann. Ein großer Teil der Belegschaft kam aus dem Westerwald und wohnte auf dem Betriebsgelände. Nach Ausbau der Grube und Anschaffung einer Dampfmaschine zum Antrieb der Pumpen, die die Grube trocken halten mussten, erlebte das Bergwerk eine erste Blütezeit, die jedoch 1911 wieder endete, da die erheblichen Investitionen für den Ausbau der Wasserhaltung und weitere Erkundungsarbeiten nicht lohnend erschienen.
Nach dem Ersten Weltkrieg wurde versucht, den Betrieb wieder aufzunehmen, was jedoch wiederum an den hohen Investitionskosten scheiterte. Erst 1934 wurde die Grube im Zuge der Autarkiebestrebungen des Dritten Reiches wieder eröffnet und mit modernen Anlagen ausgestattet. Für die notwendigen Facharbeiter, die aus dem Saargebiet kamen, errichtete man an der Straße „Am Eichbaum“ in Arenberg Einfamilienhäuser. Im Zuge dieser Betriebsphase wurde nördlich des Ortes Arenberg ein zweiter Förderschacht, der sog. Oscarschacht, abgeteuft, über diesem und dem älteren Heinrichschacht errichtete man neue Fördertürme. Während des Zweiten Weltkrieges wurden im Betrieb auch Kriegsgefangene und Zwangsarbeiter eingesetzt (vgl. Schäfer, Grube Mühlenbach, S. 28–29). Anfang 1945 wurde noch der sog. Nieverner Stollen fertiggestellt, der zum einen der Wasserhaltung diente und zudem die Grube mit dem Lahntal verband, um so die Roherze zur Weiterverarbeitung zur Aufbereitungsanlage Silberau bei Bad Ems transportieren zu können. Wenige Monate später kam der Betrieb dann zum Erliegen, da die Stromversorgung der Bergwerkspumpen ausfiel und die Grube daher absoff. Erst Anfang 1947 konnte der Betrieb wieder aufgenommen werden. In den folgenden Jahren, nachdem man auch eine eigene Aufbereitungsanlage errichtet hatte, lag die Förderung bei 80.000 bis 90.000 Tonnen Roherz und 12.000 bis 14.000 Tonnen Konzentrat pro Jahr. 1958 wurde mit rd. 15.200 Tonnen der Höchststand erreicht. Beschäftigt waren in diesen Jahren durchschnittlich 200 bis 250 Arbeiter. Da aber die Preise auf dem Internationalen Metallmarkt zunehmend sanken, wurde der Betrieb dennoch unwirtschaftlich und 1960 eingestellt.
Bei beiden Schächten wurde der Förderturm abgebrochen, die noch brauchbaren Teile des Betriebes, insbesondere Maschinen, demontiert und in anderen Anlagen eingesetzt. Auf dem ehemaligen Betriebsgelände um den Heinrichschacht im Mühlental befand sich später ein Betonsteinwerk. Heute sind dort noch einige Gebäude erhalten, die ältesten von ihnen könnten noch aus den 1860er Jahren stammen. Einige der Bauten, wie z. B. ein ehemaliges Wohnhaus für Arbeiter, sind bewohnt oder werden gewerblich genutzt, andere (wie die ehemalige Aufbereitungsanlage) verfallen zusehends. Auf dem Gelände des Oscarschachtes sind keine Betriebsanlagen mehr erhalten. Der Nieverner Stollen (heute Fachbacher Stollen) wird zur Trinkwassergewinnung genutzt.